# Basílica de San Andrés (Mantua)
La Basílica de San Andrés, oficialmente Basílica Concatedral de San Andrés Apóstol (en italiano: Basilica Concatedrale di Sant'Andrea Apostolo), es una iglesia católica italiana erguida en Mantua, Lombardía.
Encargada en 1472 por el marqués Luis III Gonzaga y levantada según diseños de Leon Battista Alberti, el conjunto se emplaza sobre el área antiguamente ocupada por un monasterio benedictino. Las obras, sin embargo, no concluyeron hasta 1790, es decir 318 años después. A pesar de que cambios posteriores alteraron el proyecto original de Alberti, el templo aún se considera una de las obras más representativas del artista y excepcional exponente del estilo renacentista.
Tiene la condición de basílica menor desde tiempo inmemorial y se erige como concatedral de la diócesis de Mantua.
Desde 2008 es considerada parte del Patrimonio de la Humanidad por hallarse dentro del sitio protegido de «Mantua y Sabbioneta».

## Historia del edificio

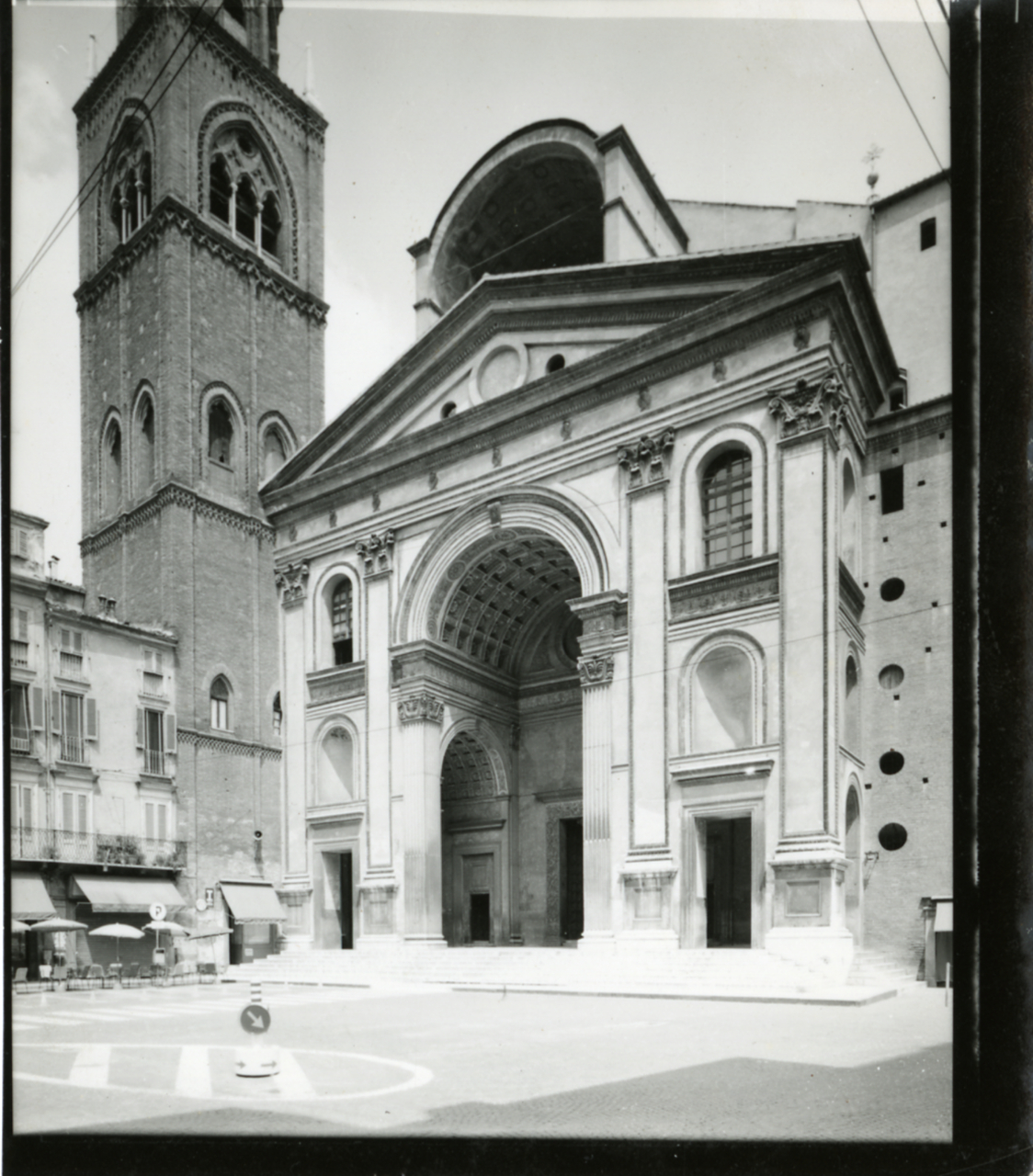
Foto de Paolo Monti

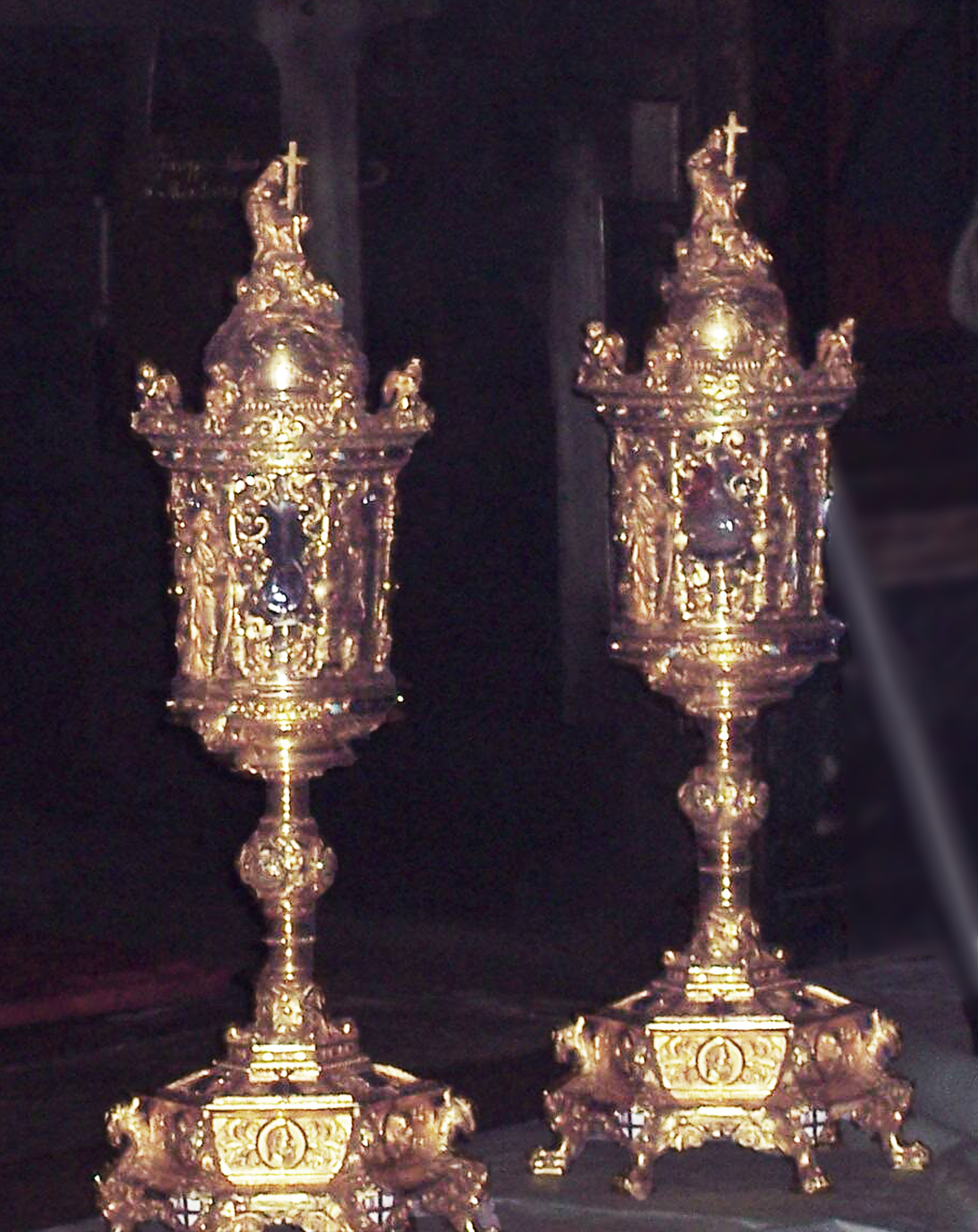
Los Vasos Sagrados conteniendo la reliquia de la Sangre de Cristo.

La fachada, construida colindando con un campanario preexistente (1414), se basa en el esquema del antiguo arco de Tito. Es en gran medida una estructura de ladrillo con estuco endurecido usado como superficie. Se define por un gran arco central, cubierto por una bóveda de cañón con casetones, flanqueado por pilastras corintias. Hay aberturas menores a derecha e izquierda del arco. Un aspecto novedoso del diseño fue la integración de un orden inferior, donde las pilastras son acanaladas, con un orden colosal de pilastras más altas lisas. Todo el conjunto estaba coronado por un frontón y por encima una estructura abovedada, cuyo propósito no se conoce exactamente, sino presumiblemente para ensombrecer la ventana abierta en la iglesia detrás de ella.
Un aspecto importante del diseño de Alberti fue la correspondencia entre la fachada y los alzados interiores, ambas elaboraciones del motivo del arco triunfal. La nave del interior está techada con una bóveda de cañón, una de las primeras veces que se usó esa disposición en una escala tan monumental desde la antigüedad, y bastante probablemente modelada según la basílica de Majencio en Roma. Alberti muy probablemente había planeado que la bóveda fuera artesonada, muy parecida a la bóveda de cañón de la entrada, pero la carencia de fondos llevó a que la bóveda se construyera como una simple bóveda de cañón con los casetones meramente pintados. Originariamente, el edificio se planeó sin transepto, y posiblemente incluso sin cúpula. Esta fase de construcción más o menos finalizó en 1495.
En 1597, los brazos laterales fueron añadidos y se acabó la cripta. La maciza cúpula (1732-1782) fue diseñada por Filippo Juvarra, y las decoraciones finales en el interior añadido bajo Paolo Pozzo y otros a final del siglo XVIII, principios del XIX.

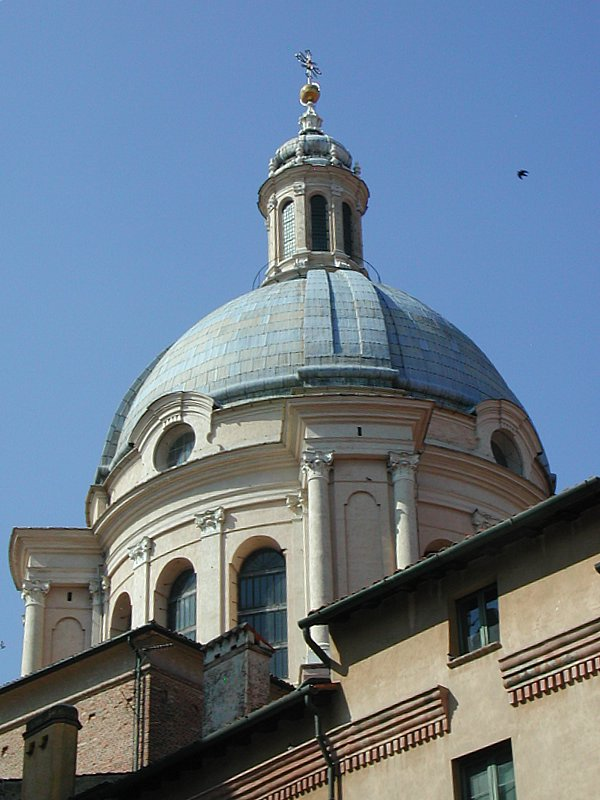
Cúpula de Filippo Juvarra
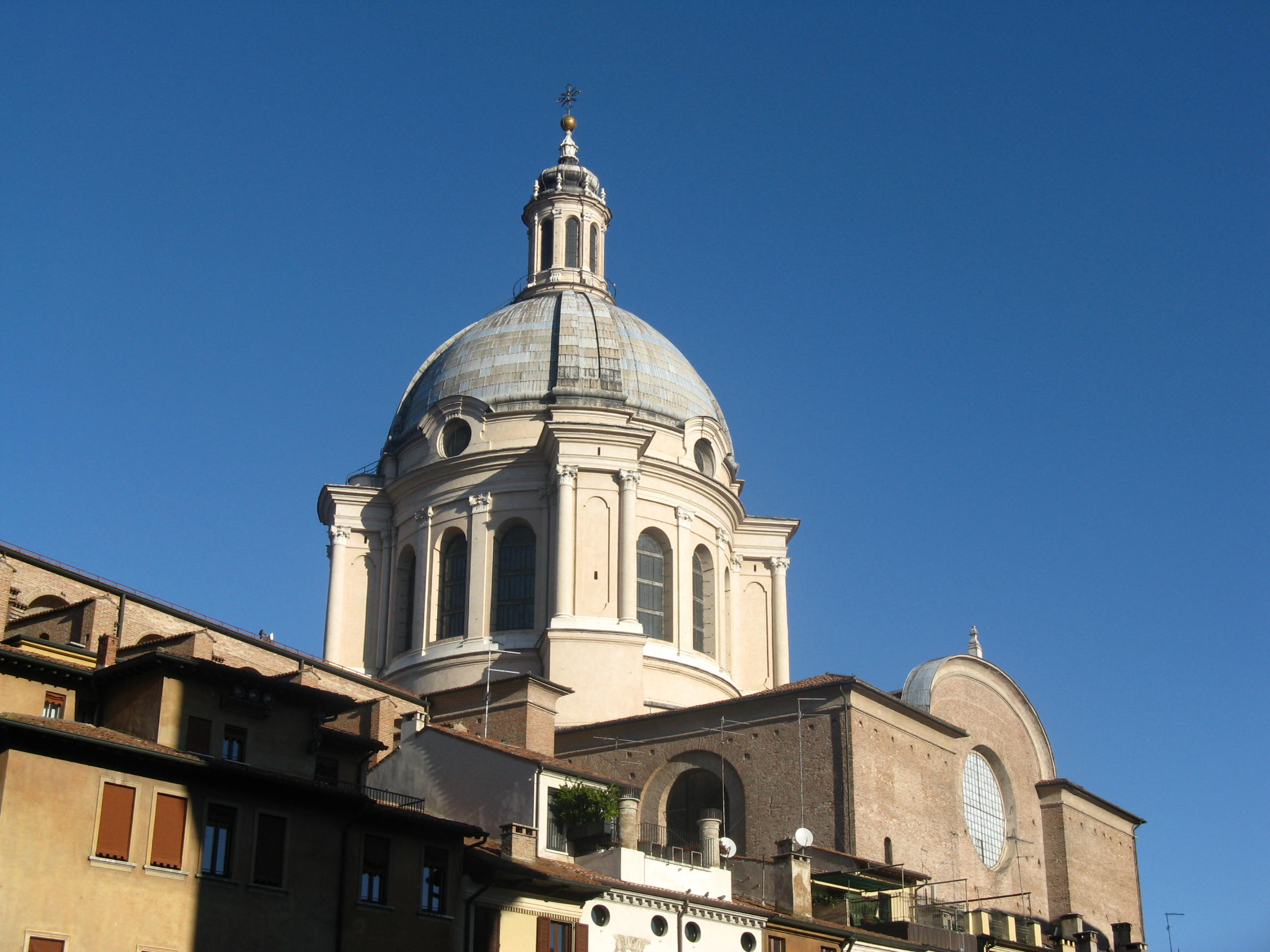
Otra vista de la cúpula
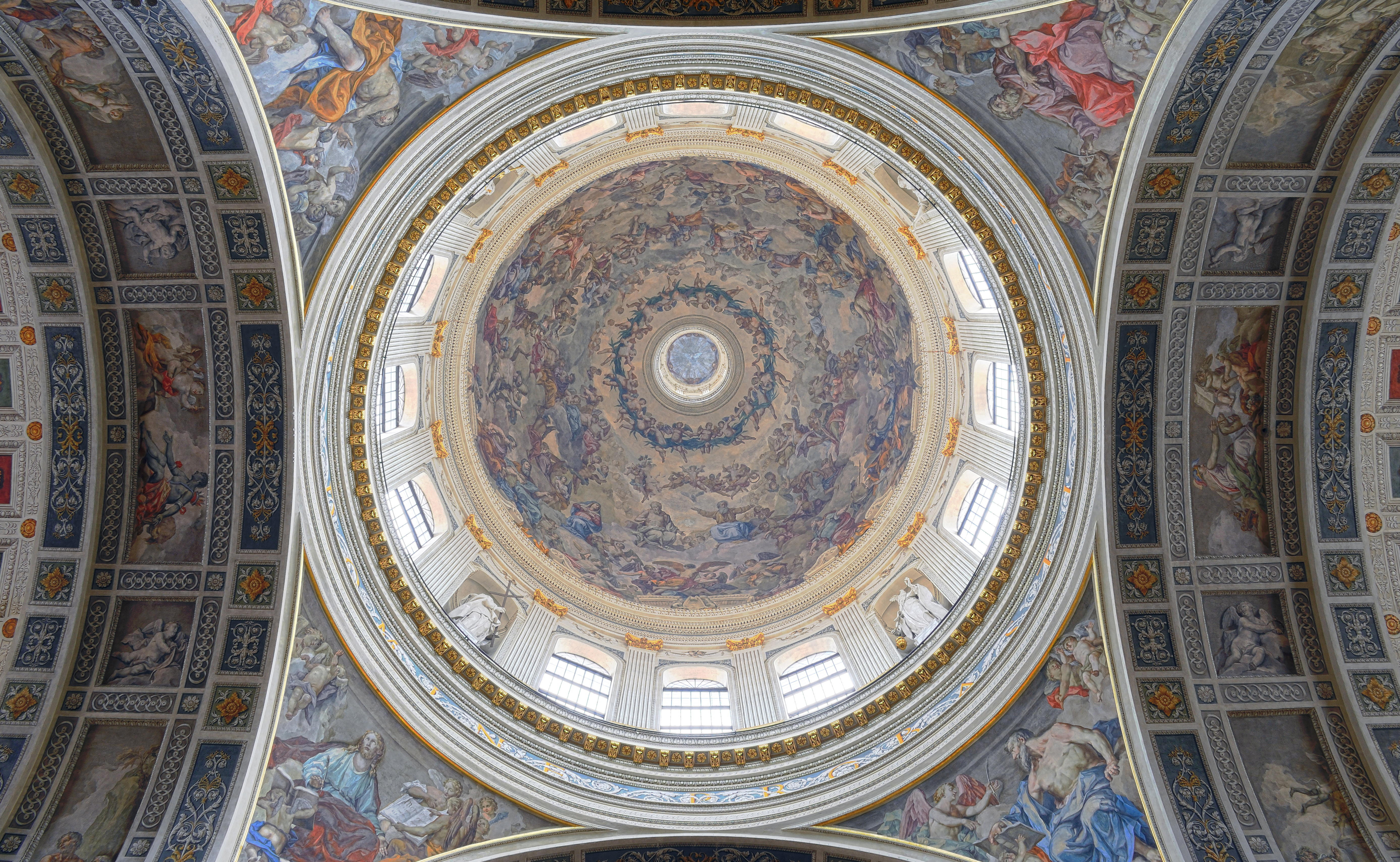
Cúpula
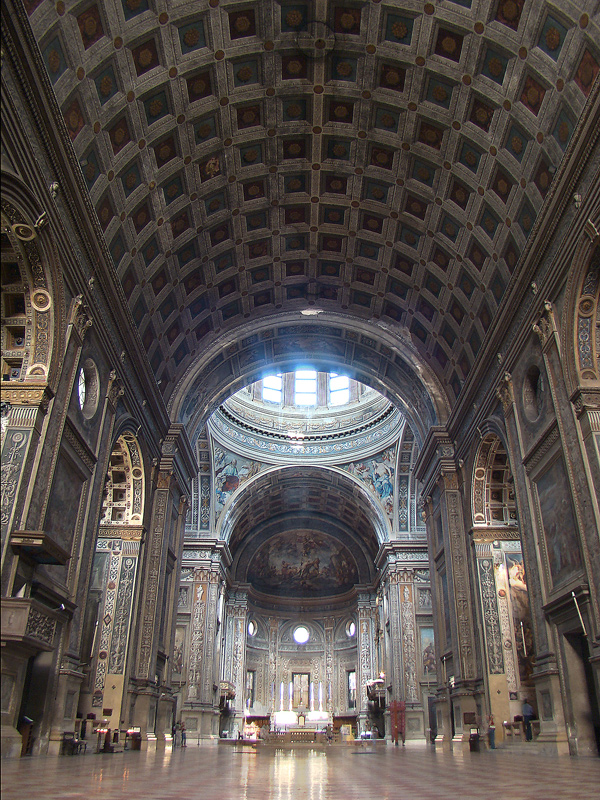
Interior

## Reliquia de la Sangre Sagrada
El propósito del nuevo edificio fue albergar a los peregrinos que lo visitaban durante la fiesta de la Ascensión cuando un vial, que los creyentes entienden que contenía la Sangre de Cristo, se eleva desde la cripta inferior a través de un agujero en el suelo directamente bajo la cúpula. La reliquia, llamada Preziosissimo Sangue di Cristo («La más preciosa Sangre de Cristo»), está conservada en los Vasos Sagrados, según la tradición fue llevado a Mantua por el centurión romano Longino. Fue muy venerado durante el Renacimiento. Estas reliquias se muestran a los creyentes solo en Viernes Santo y luego se sacan en procesión por las calles de Mantua.

## Otros aspectos
Una de las capillas alberga la tumba del pintor Andrea Mantegna, con una figura de bronce de él, por Gianmarco Cavalli. Otras obras de arte en las capillas incluyen frescos de la escuela de Giulio Romano (una obra de Giulio es actualmente una copia) y por Correggio.

Fotos históricas de Paolo Monti (1972)
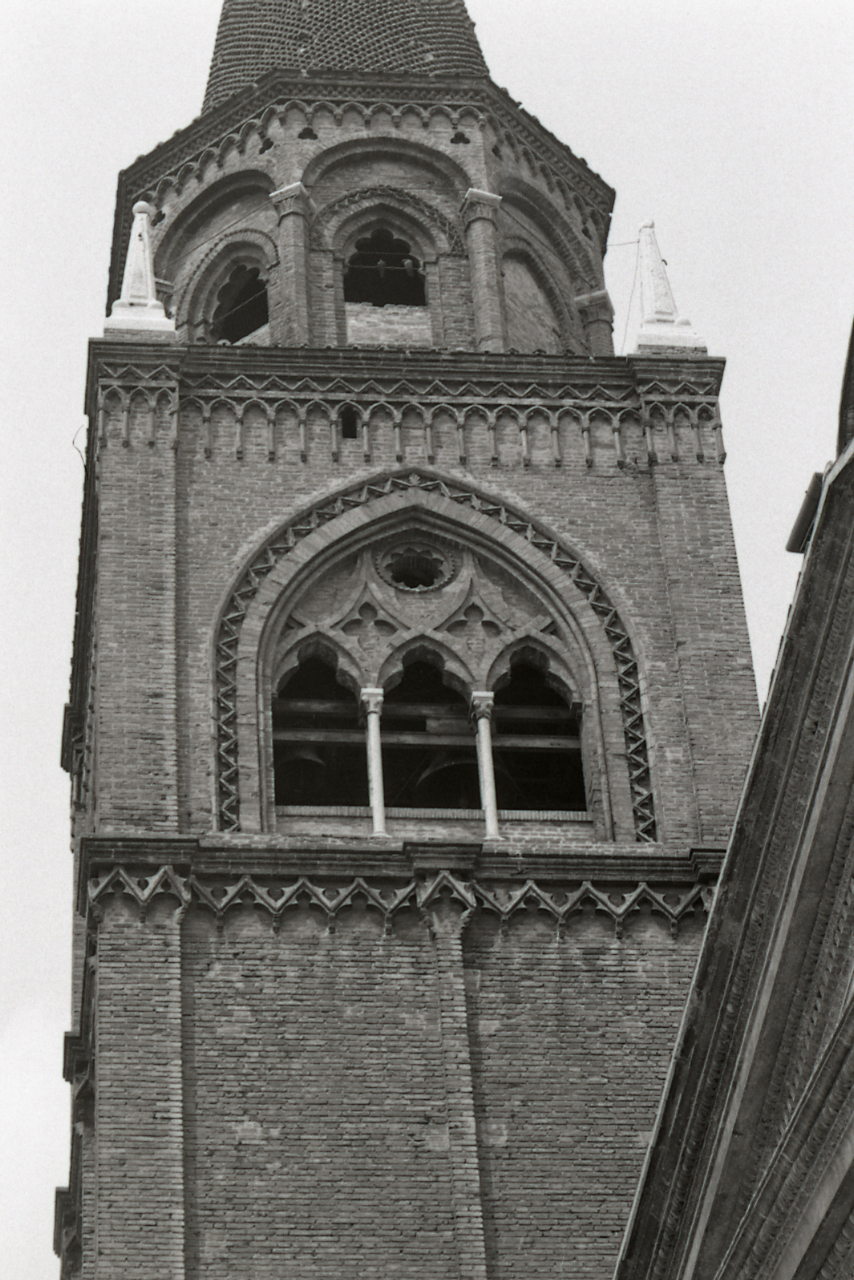
Campanario
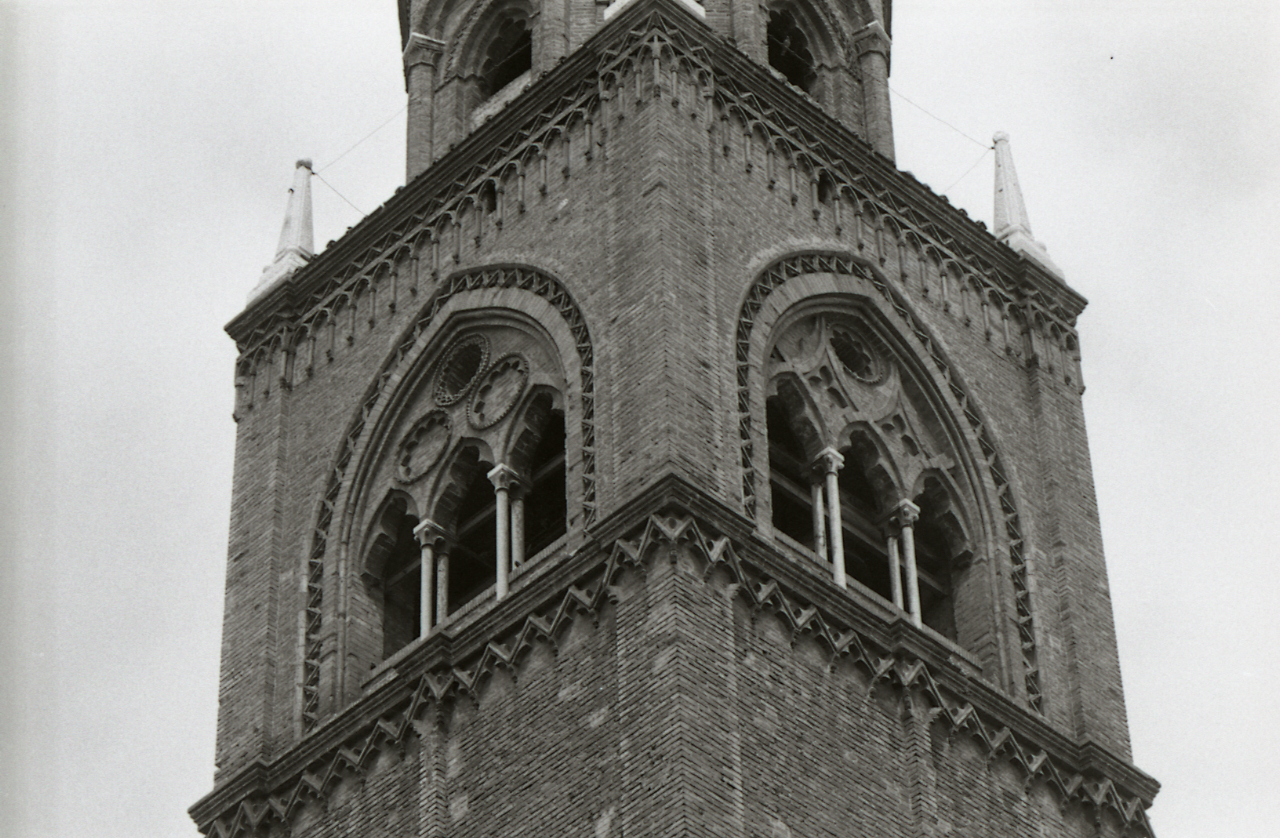
Detalle del campanario
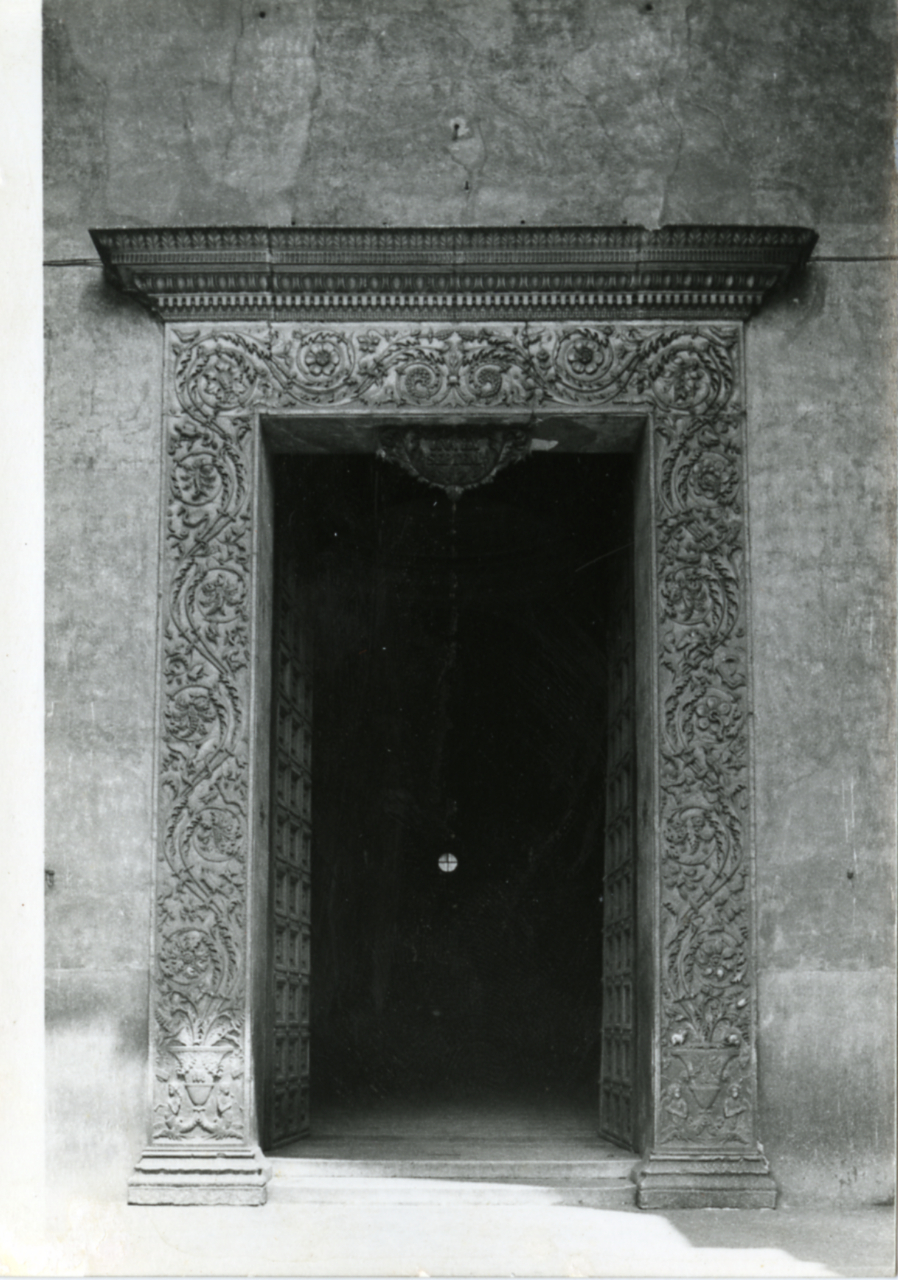
Portal
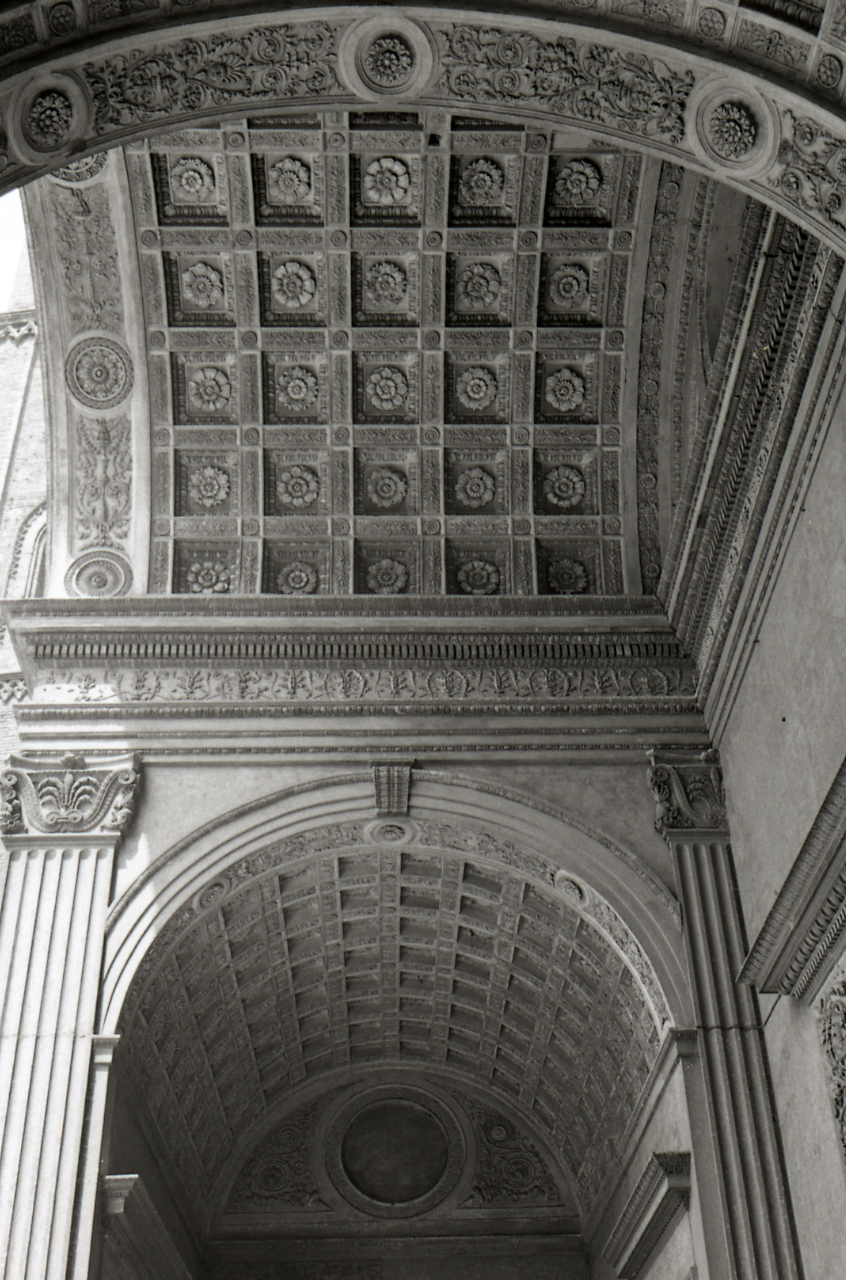
Detalle arcos de la fachada principal
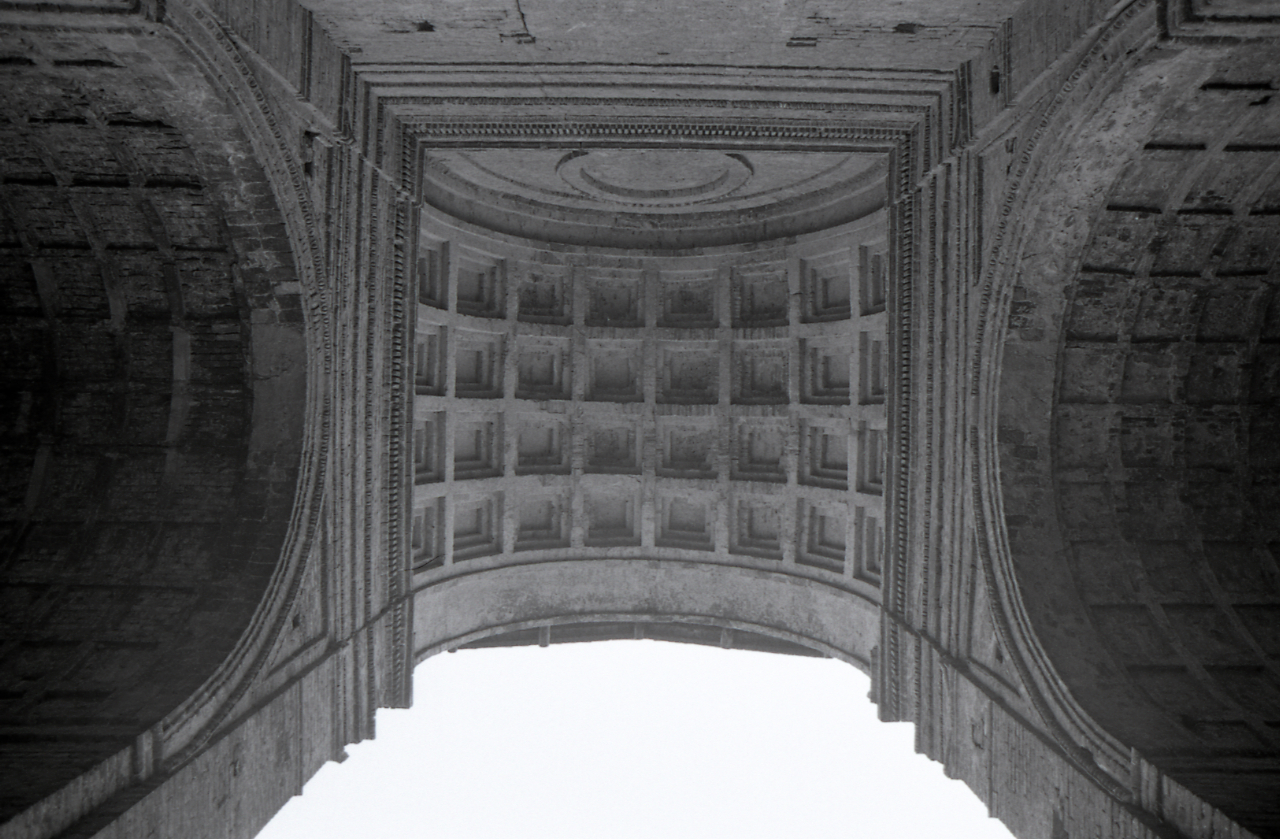
Detalle arcos de la fachada lateral
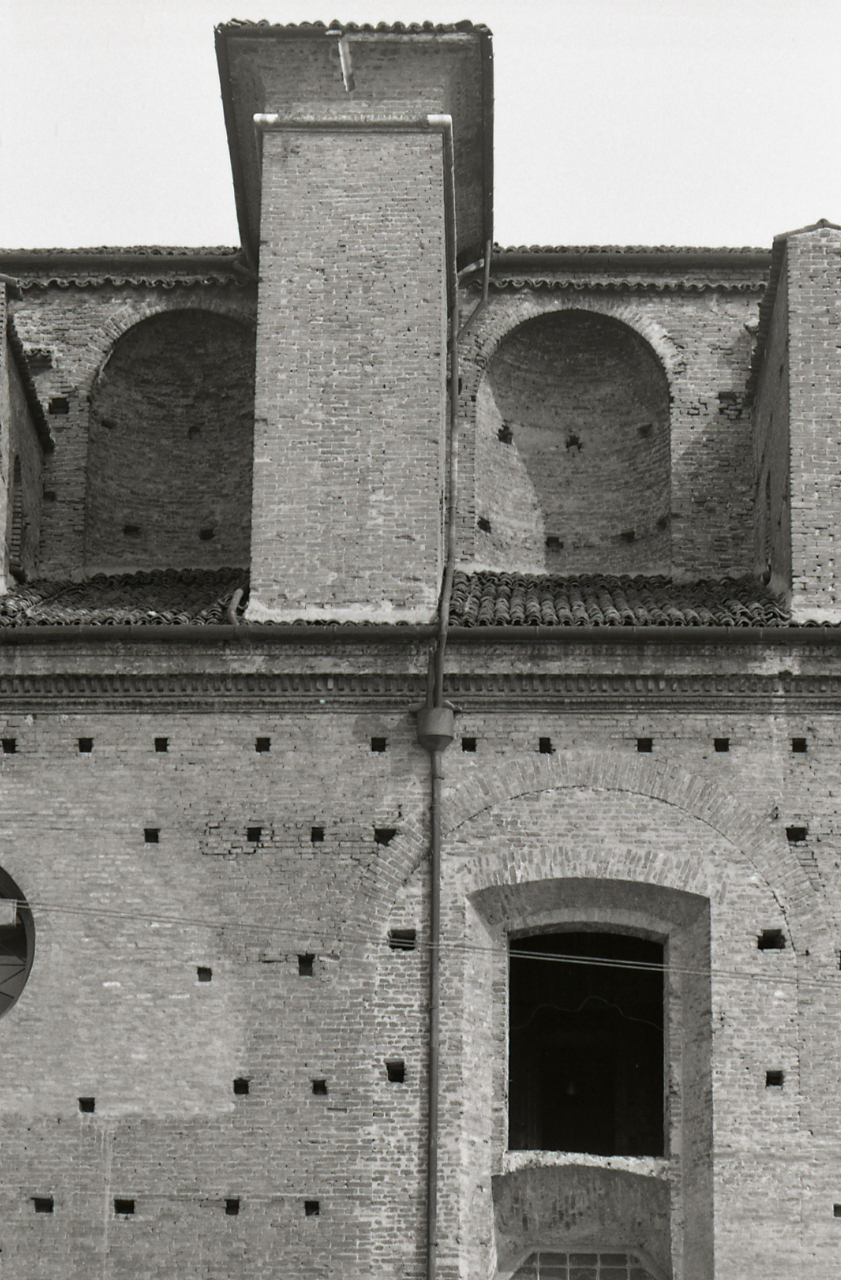
Detalle de la fachada lateral